# Frankie Lam

Frankie Lam, 2019

Frankie Lam (eigentlich Lam Man-lung, 林文龍; * 19. Dezember 1967 in Hongkong) ist ein chinesischer Schauspieler und Sänger. Er nahm 1987 an einem von Television Broadcasts Limited (TVB) ausgerichteten Gesangswettbewerb teil, und wurde kurz danach von TVB unter Vertrag genommen. Er ist mit seiner Schauspielkollegin Kenix Kwok verheiratet.

## Filmografie

### Serien
- 1988: Twilight Of A Nation (太平天國)
- 1989: Greed (人海虎鯊)
- 1989: Looking Back In Anger (義不容情)
- 1989: Prey (獵魂)
- 1989: In The Realms Of Joy (天上凡間)
- 1989: The Enforcer's Experience (優皮幹探)
- 1990: Three in a family (茶煲世家)
- 1990: Challenge of Life (人在邊緣)
- 1991: Beyond Trust (命運快車)
- 1991: Drifters (怒海孤鴻)
- 1991: Brother Cry for Me (忠奸老實人)
- 1992: Revelation of the Last Hero (風之刀)
- 1992: the change of time (龍的天空)
- 1993: Romance Beyond (都市的童話)
- 1993: Brothers Five (精武五虎)
- 1993: A Spirit of Love (精靈酒店)
- 1994: (箭俠恩仇)
- 1995: Down Memory Lane (萬里長情)
- 1996: Before Dawn (愛在暴風的日子)
- 1999: Witness To A Prosecution (洗冤錄)
- 2000: Incurable Traits (醫神華佗)
- 2001: Colourful Life (錦繡良緣)
- 2001: On the Track or Off (勇往直前)
- 2001: Virtues of Harmony (皆大歡喜)
- 2003/04: Virtues of Harmony II(皆大歡喜)
- 2004: Armed ReactionIV (陀槍師姐IV)
- 2005: The Herbalist's Manual (本草藥王)
- 2006: Forensic Heroes (法證先鋒)
- 2006: Face To Fate (布衣神相)
- 2007: Ten Brothers (十兄弟)
- 2008: Forensic Heroes II (法證先鋒II)

### Filme
- 1991: Running on Empty
- 1994: Tears and Triumph
- 1994: Now You See Me, Now You Don’t
- 1994: Dragon Chronicles
- 1995: From The Same Family
- 1995: Born to be Wild
- 1996: Lethal Match
- 1996: The Fatalist
- 1997: Godmother of Monkok
- 1998: To Kiss is Fatal

## Songs
- 世上無難事: The Herbalist’s Manual (本草藥王)
- 十指緊扣: Ten Brothers (十兄弟) mit Kenix Kwok (郭可盈)
- 天網: Forensic Heroes (法證先鋒)
- 靠近: Face To Fate (布衣神相) mit Tavia Yeung  (楊怡)